# Marisa Hart

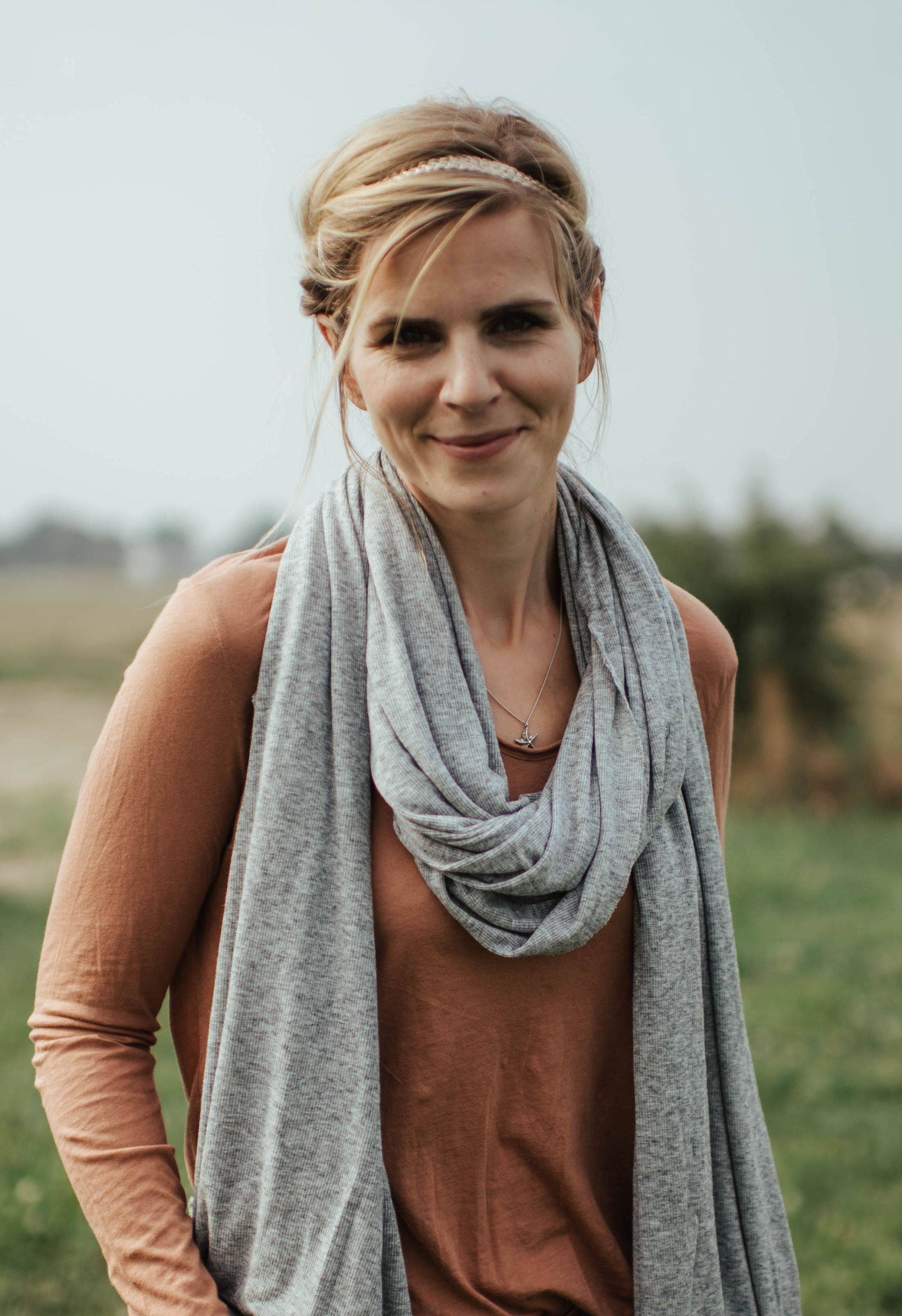
Marisa Hart (2018)

Marisa Hart (* 19. Dezember 1986 in Kiel, Schleswig-Holstein) ist eine deutsche Schriftstellerin, Hörbuchsprecherin, Bloggerin und Fotografin.

## Leben
Marisa Hart wuchs in Schönkirchen bei Kiel auf.
Nach dem Abitur begann sie ein Studium der Neueren Deutschen Literatur- und Medienwissenschaft an der Christian-Albrechts-Universität zu Kiel, das sie abbrach. Seitdem widmet sie sich ausschließlich dem Autorentum und der Fotografie.
Ihr Interesse am Schreiben entdeckte sie bereits im Kindesalter und schrieb mit 13 Jahren ihr erstes Fantasy-Manuskript, das es bei einem Schreibwettbewerb des Rowohlt Verlags mit über 600 eingereichten Beiträgen unter die ersten fünf Plätze schaffte.
Mit der Veröffentlichung ihres Debütromans Leben um zu lieben (2008) beim Himmelstürmer Verlag spezialisierte sie sich unter dem Kürzel M. Hart zunächst vor allem auf das Schreiben schwuler Literatur. Ihre Schwulenromane thematisieren insbesondere die Probleme des Coming-outs und der homosexuellen Selbstfindung. Drei Jahre nach ihrem ersten Roman erschien im März 2011 das Drama Wintermond.
2012 gründete Marisa Hart das an Eltern gerichtete Blog „Baby, Kind und Meer“, das sich mit verschiedenen Themen rund um die Familie beschäftigt. Der Blog wies zu Hochzeiten 500.000 Leser und 2,1 Millionen Seitenaufrufe pro Monat auf. Auf ihren Social-Media-Kanälen bei Instagram und Facebook folgen ihr insgesamt etwa 283.000 Menschen. Das Blog enthält neben werbefreien Beiträgen auch als Werbung gekennzeichnete Advertorials sowie Produktplatzierungen.
2018 erschien ihr erstes Kreativ-Buch, das zusammen mit ihrer Familie entstand und sich inhaltlich an kreativen Beschäftigungsideen ihres Blogs orientiert. 2022 erschien ihr erstes Kinderbuch So bin ich, welches sich auf der Spiegel-Bestseller-Liste befand.
Marisa Hart lebt im Ostseebad Schönberg (Holstein) an der Kieler Bucht. Sie ist Mutter von vier Kindern und lebt seit Juli 2025 getrennt von ihrem Ehemann.

## Werke

### Kinderbücher
- So bin ich – Wähle das, was zu dir passt. Carlsen, 2022, ISBN 978-3-551-19126-7.[14]
- So bin ich – Neue Fragen und Abenteuer mit deinen tierisch besten Freunden. Carlsen, 2023, ISBN 978-3-551-19168-7.
- So bin ich – Maxi Pixi 443. Carlsen, 2023, ISBN 978-3-551-03360-4.
- So bist du – Wähle das, was zu dir passt. Carlsen, 2024, ISBN 978-3-551-19213-4.
- So bin ich – Alles für die Weihnachtszeit. Carlsen, 2024, ISBN 978-3-551-19212-7.
- Luke, Lionella & die Roboterbande. Die Schatzsuche. Community Editions, 2025, ISBN 978-3-96096-502-2.

### Belletristik
- Das Weihnachtsgeschenk. Kurzgeschichte in Gay Universum 2. Himmelstürmer 2006, ISBN 978-3-86361-155-2.
- Leben um zu lieben. Roman, Himmelstürmer 2008, ISBN 978-3-934825-59-8.
- Kein Drehbuch für die Liebe. Roman, Himmelstürmer 2010, ISBN 978-3-940818-51-5.
- Von Freundschaft und Liebe. Kurzgeschichte in Pink Christmas. Himmelstürmer 2011, ISBN 978-3-86361-086-9
- Wintermond. Roman, Himmelstürmer 2011, ISBN 978-3-86361-001-2.
- Sommermond. Roman, Himmelstürmer 2011, ISBN 978-3-86361-058-6.
- Mark Winter. Kurzgeschichte in Pink Christmas 2. Himmelstürmer 2012, ISBN 978-3-86361-185-9.
- Herbstmond. Roman, Himmelstürmer 2018, ISBN 978-3-86361-732-5.
- How you influenced me. Roman, Community Editions 2025, ISBN 978-3-96096-540-4.

### Ratgeber und Kreativbücher
- Leben lieben lernen: Wegweiser zu einem neuen Ich. Sachbuch, Books on Demand, 2007, ISBN 978-3-8370-1751-9.
- Unvergessliche Familienmomente. Die kreativsten Spiel- und Spaßideen von Deutschlands erfolgreichster Familienbloggerin. frechverlag, 2018, ISBN 978-3-7358-0516-4.
- Unvergessliche Familienrezepte. Die kreativsten Koch- und Backideen von Deutschlands erfolgreichster Familienbloggerin. frechverlag, 2019, ISBN 978-3-7724-8439-1.
- Wir feiern, dass es dich gibt!: Dein Geburtstage-Buch. FISCHER Krüger, 2022, ISBN 978-3-8105-3084-4.
- 101 Marmeladenglas-Momente. Das Bucket-List-Buch für die ganze Familie. FISCHER Krüger, 2023, ISBN 978-3-8105-3095-0.
- Das inoffizielle Harry-Potter-Mitmachbuch – Mein Schuljahr in Hogwarts. frechverlag, 2024, ISBN 978-3-7358-9160-0.
- Das inoffizielle Harry Potter-Rätselbuch (mit Lillian Hart). frechverlag, 2024, ISBN 978-3-7358-5266-3.
- 101 Marmeladenglas-Momente zur Weihnachtszeit. FISCHER Krüger, 2024, ISBN 978-3-596-71157-4.
- Dein unglaubliches Kritzel-Mitmach-Buch. Kids-Edition ab 7. Carlsen, 2025, ISBN 978-3-551-19222-6.
- Dein unglaubliches Kritzel-Mitmach-Buch. Teens-Edition ab 10. Carlsen, 2025, ISBN 978-3-551-19224-0.
- Dein unglaubliches Kritzel-Mitmach-Buch. Kids-Edition ab 7: Tierisch abgefahren!. Carlsen, 2025, ISBN 978-3-551-19223-3.
- Mein inoffizielles Harry-Potter-Zauberbuch für magische Schulpausen. Zauberhafte Beschäftigungen, Rätsel, Challenges und mehr.: Der ultimative Portschlüssel in die magische Welt! (mit Lillian Hart), frechverlag, 2025, ISBN 978-3735854070.

### Lyrik
- Miteinander. Gedicht in In den Wirren des Lebens, Band 2. Books on Demand, 2008.
- blind date. Gedicht in der Anthologie zum Jokers Lyrik-Preis 2011 Ich häufe weiter Sehnsucht an. (8. Platz), Jokers 2011[15]

### Blog
- Baby, Kind und Meer[16]

### Hörbücher
- So bin ich – Wähle das, was zu dir passt. Silberfisch, 2023, ISBN 978-3-8449-3500-4.
- So bin ich – Neue Fragen und Abenteuer mit deinen tierisch besten Freunden . Silberfisch, 2024, ISBN 978-3-8449-3784-8.

### Kinderspiele
- So bin ich Quartett – Das Spiel zum Buch von Marisa Hart. moses., 2024.
- So bin ich – Das ganz besondere Kartenset zum Auswählen, Entscheiden und Mitmachen. riva, 2024.
- So bin ich Geschichtenwürfel. moses., 2024.

## Auszeichnungen
- 2023 LovelyBooks Community Award Gold  in der Kategorie Bilderbücher für So bin ich – Neue Fragen und Abenteuer mit deinen tierisch besten Freunden[17].
- 2023 LovelyBooks Community Award Silber in der Kategorie Bestes Hörbuch für So bin ich – Wähle das, was zu dir passt.[18]
- 2024 LovelyBooks Community Award Bronze in der Kategorie Kinderücher für Das inoffizielle Harry-Potter-Mitmachbuch – Mein Schuljahr in Hogwarts[19]